# Marienmonogramm
Das Marienmonogramm wird auch als Muttergottes-Monogramm bezeichnet und besteht aus einer Buchstabenformation, die den Namen der Muttergottes Maria bezeichnen soll. Die Monogramme befinden sich auf Wappen, an Kirchengebäuden, in Hausinschriften, an Altären, an Deckenfresken, an Wegkreuzen und Bildstöcken, an Mariensäulen, an Orgelemporen und Chorräumen, in Glasfenstern, auf Ikonen, auf Schmuck. Es wird weiterhin in der Kunst, an Kunstgegenständen als Beiwerk  und in Schriftstücken verwendet. Der kennzeichnende Buchstabe ist das M, es kann auch mit zusätzlichen Buchstaben oder anderen Monogrammen (wie M und PX) kombiniert und mit Verzierungen ausgeschmückt sein.

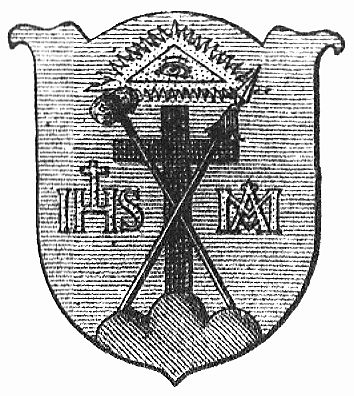
Wappen der Redemptoristen mit IHS und IXXI
Papstwappen von Johannes Paul II. (1978–2005)
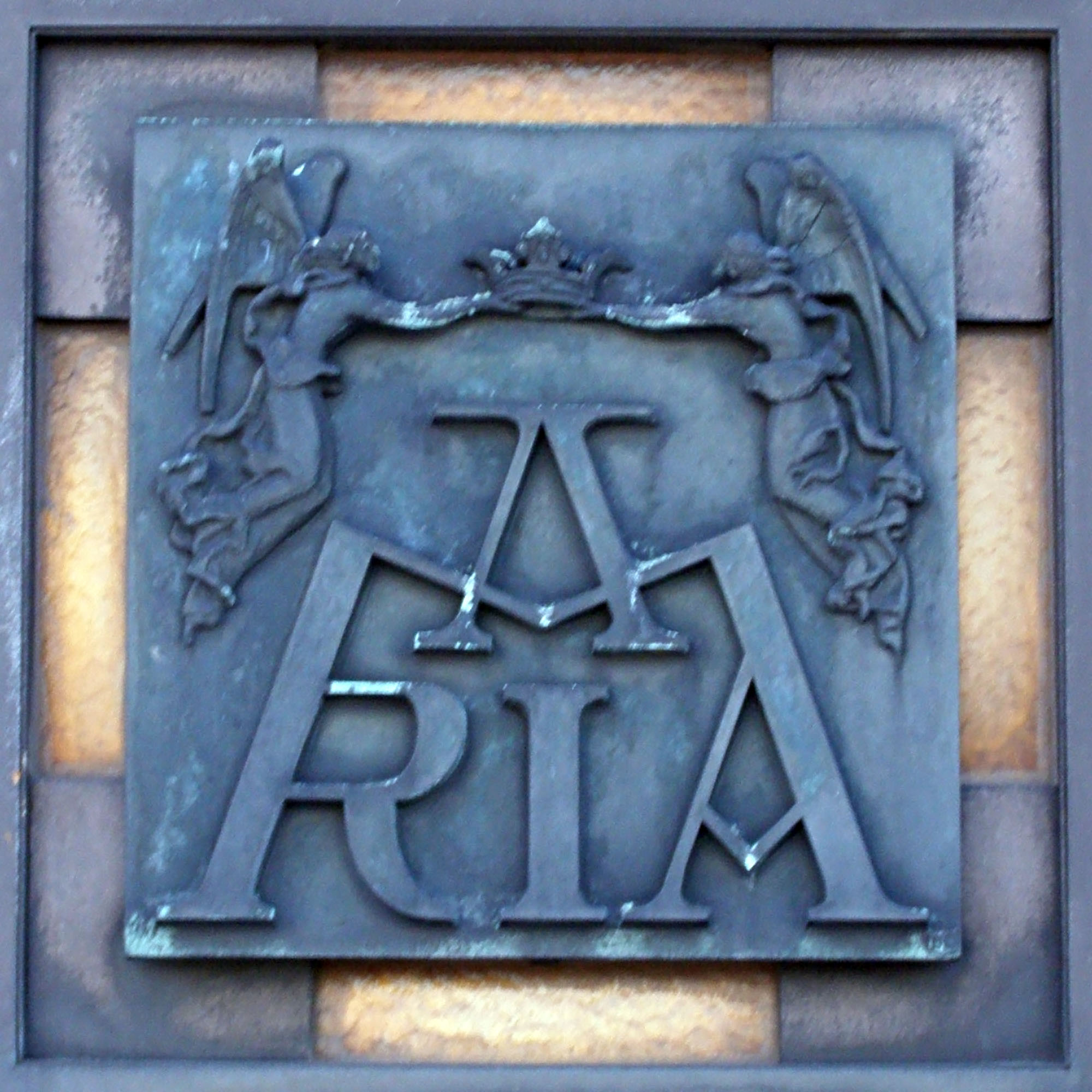
Marienmonogramm in der Wallfahrtsbasilika von Hostýn (Tschechien)
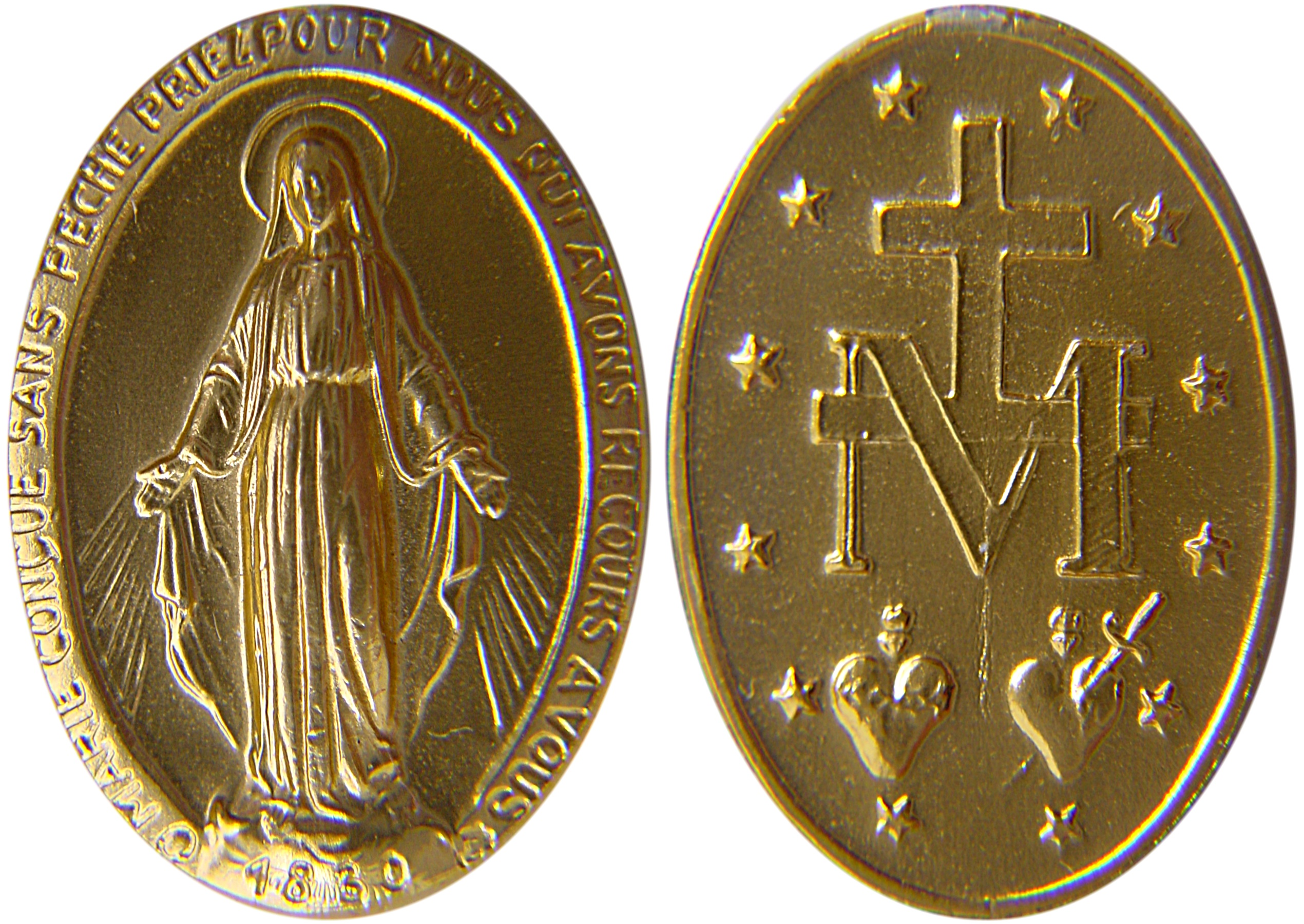
Die „Wundertätige Medaille“
Gemeindewappen von Oberschönegg mit Marienmonogramm
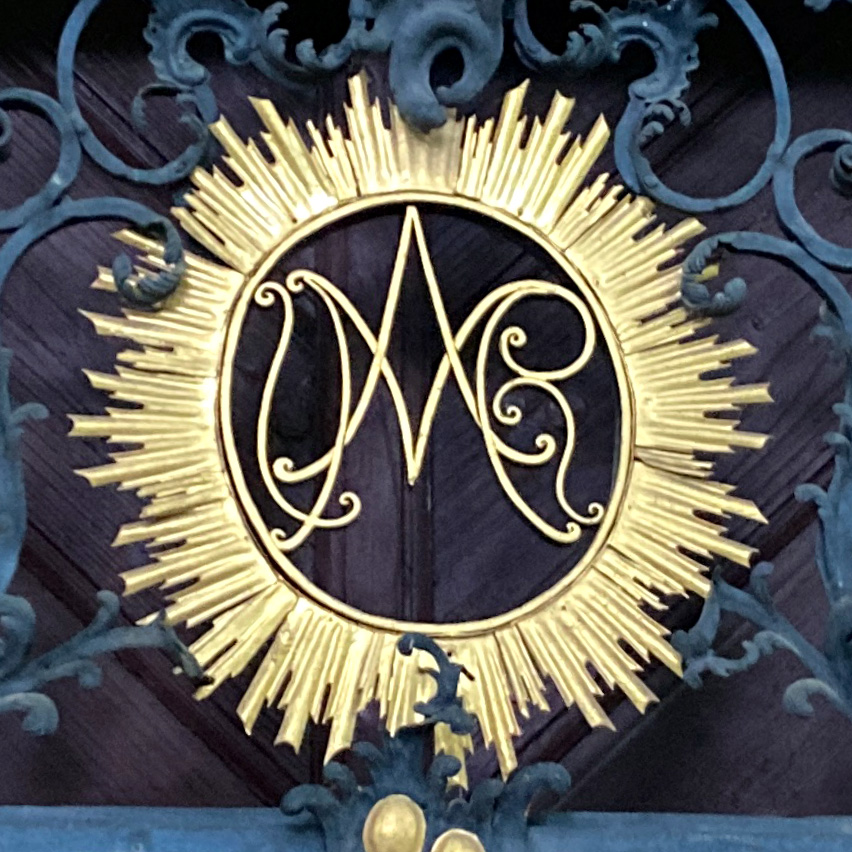
Marienmonogramm am Portal der Talkirche Münnerstadt

## Bedeutung
Wie IHS für Christus steht, so steht IXXI für Maria, das eigentlich aus den ineinandergeschriebenen Buchstaben M und A besteht. Das fromme Monogramm wird Auspice Maria genannt, „unter dem Schutz Mariä“, zuweilen fälschlich als „Ave Maria“ gedeutet. Im 17. Jahrhundert sollen die Jesuiten Fingerringe mit dem Marienzeichen IXXI gegossen haben. Auch die Variante IXXR ist zu sehen. Auch spezielle Ausformungen fanden in den Zeiten der Gegenreformation durch die Vermittlung der Jesuiten Anwendung.

## Marienmonogramme auf Ikonen
Das Marienmonogramm auf Ikonen – dessen Ursprung das byzantinische Muttergottes-Monogramm ist – befindet sich auf Marienikonen überwiegend in der linken und rechten oberen Ecke einer Marienikone und ist mit den kyrillischen, byzantinischen, griechischen oder südslawischen Buchstaben MHP (links) und ФУ (rechts) dargestellt. Die Beschriftung der Ikonen ging in Russland ab dem 15. Jahrhundert ihren eigenen Weg. „Die russische Azbukovnik-Deutung aber hierzu dürfte heute nicht wenige Ikonenkenner überraschen. Sie lautet: Мария — Рода Сына — Фарисеева — Учителя“

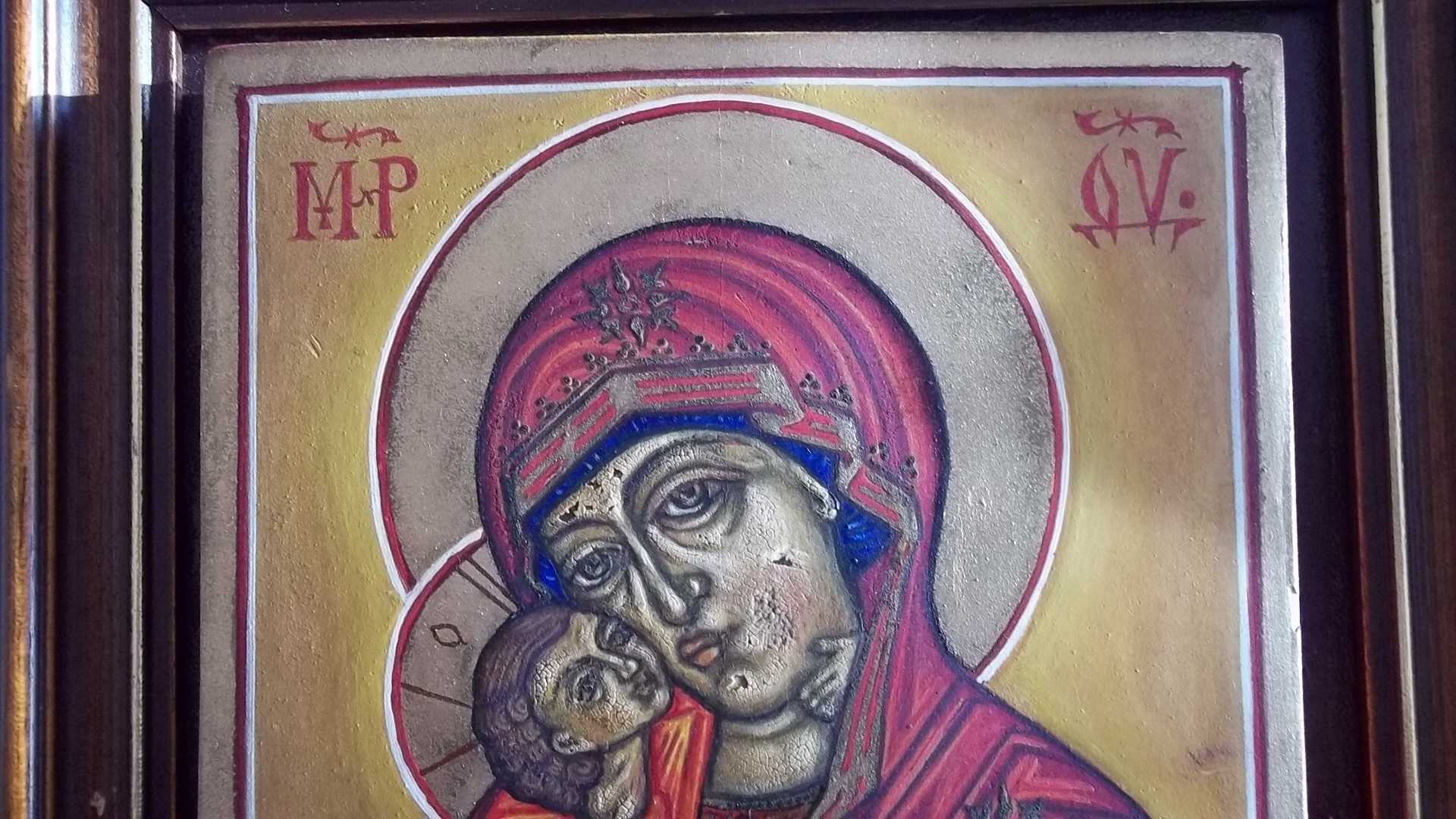
Kopfteil einer griechischen Ikone mit Muttergottes-Monogramm
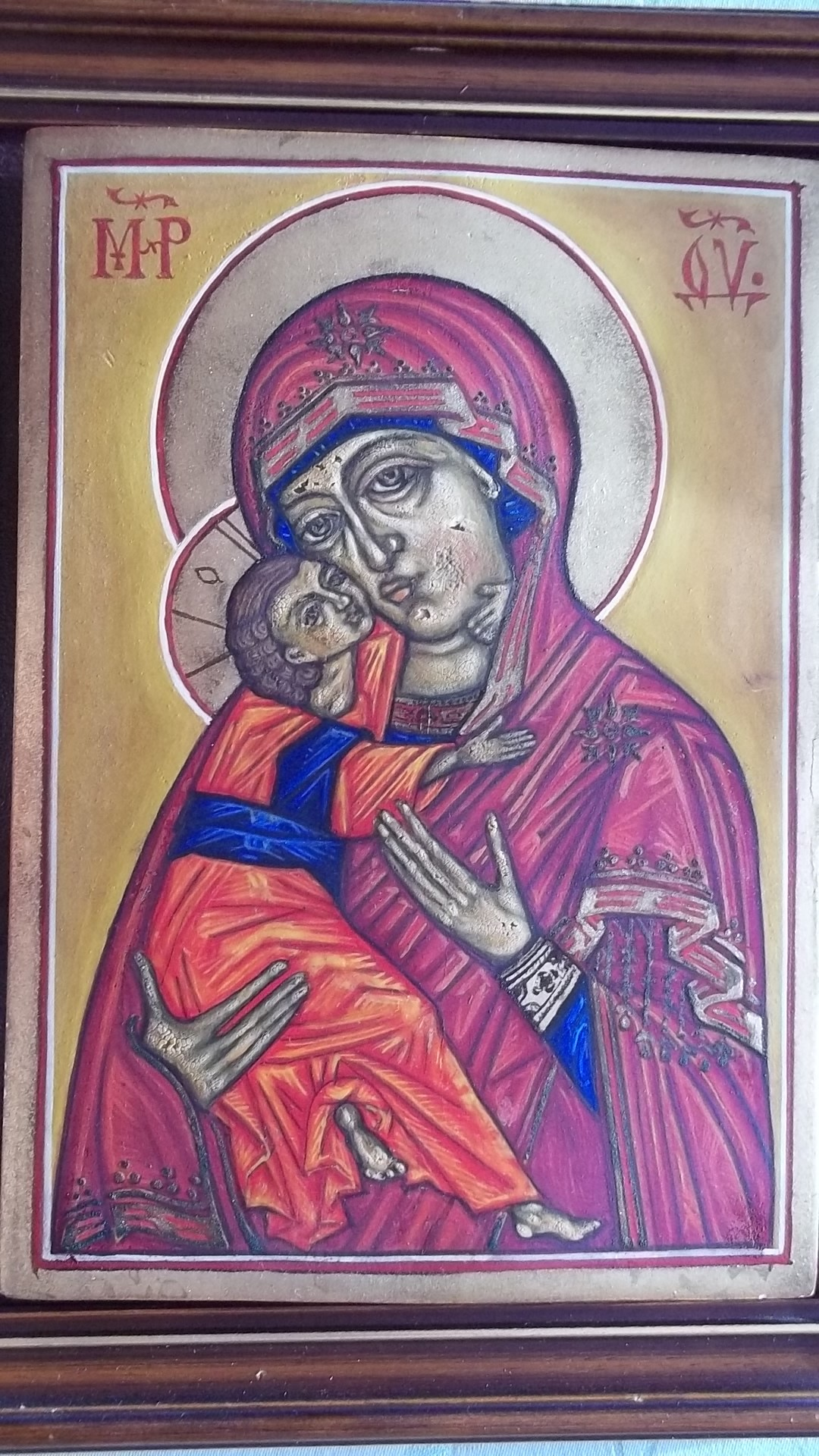
Griechische Marienikone mit Marienmonogramm